# Kluczyce
Kluczyce is een plaats in het Poolse district  Włoszczowski, woiwodschap Święty Krzyż. De plaats maakt deel uit van de gemeente Secemin en telt 120 inwoners.